# Octavien de Quinsonas
Pour les articles homonymes, voir Quinsonas.
Adolphe-Elisabeth-Joseph-Octavien Pourroy de Lauberivière, marquis de Quinsonas, né le 19 mars 1813 à Creys-et-Pusignieu (Isère) et mort dans la même ville le 1er septembre 1891, plus connu sous le nom d'Octavien de Quinsonas, est un homme politique français.

## Biographie

### Carrière militaire
Il est le fils d'Édouard-Henri et de Marie-Émilie-Nathalie de Virieu. Propriétaire, il devint, en 1870, commandant du 6e bataillon des mobiles de l'Isère, prit part aux combats de Beaugency et d'Artenay et à la bataille du Mans, fut officier d'ordonnance du général de Cissey pendant le second siège de Paris et reçut la croix de la Légion d'honneur, le 5 mai 1871. 

### Carrière politique
Élu, le 8 février 1871, représentant de l'Isère à l'Assemblée nationale, il prit place dans le mouvement de l'Union des droites et fit partie de la commission des grâces. Il échoua à renouveler pas son mandat lors des élections législatives françaises de 1876.

## Famille
La famille de Quinsonnas (du nom d'un château et d'un hameau de la commune de Sérézin-de-la-Tour, située dans le département de l'Isère) dont Arthus Pourroy, seigneur de Quinsonnas (1597 - 1679), maître ordinaire à la chambre des comptes de Dauphiné et receveur général du Dauphiné est identifié sur un site généalogique comme le premier à porter ce titre.
Octavien de Quinsonnas est le fils d'Émilie de Virieu et le petit-fils de François-Henri de Virieu, seigneur de Pupetières à Chabons, président de l'Assemblée constituante en 1790 et qui fut tué à Lyon.

## Distinctions
- Chevalier de la Légion d'honneur (1871).

## Odonymie
La rue Lieutenant de Quinsonas est une rue de la ville de Grenoble, située dans le quartier de l'Aigle (Secteur 4).